# Evelien de Bruijn
Evelien de Bruijn (Breukelen, 20 augustus 1974) is een Nederlandse radio- en televisiepresentatrice.

## Biografie
De Bruijn volgde de havo. Ze begon als telefoniste bij het KRO-programma The Breakfast Club op Radio 3. Daarna was ze producer van Arbeidsvitaminen, manager van Van Dik Hout, dj in de nacht op NPO 3FM en vervolgens was ze presentator-redacteur bij RTV Utrecht, zowel op radio als televisie. Sinds begin 2008 maakt ze een wekelijks radioprogramma op KX Radio. Elke dag heeft ze van 22.00 tot 23.00 uur op Radio M Utrecht het programma Eveliens Lovesongs.
De Bruijn werd in 2006 een van de zes gezichten van het nieuwsprogramma Hart van Nederland op SBS6. Aanvankelijk presenteerde ze alleen de vroege editie om 19.00 uur, maar later ook de late editie. Tot september 2012 presenteerde ze bovendien de late editie van Shownieuws.
Van januari 2016 tot en met januari 2019 presenteerde ze, afwisselend met Carolien Borgers, voor WNL tussen 12 en 2 uur 's nachts het radioprogramma 't Wordt Nu Laat op NPO Radio 2. De Bruijn was in 2016 een van de twee eerste vrouwelijke presentatoren van de Top 2000 en was te horen op haar gebruikelijke tijdslot, van middernacht tot 2.00 uur. In 2017 en 2018 presenteerde ze wederom de Top 2000 op haar gebruikelijke tijd.
In 2016 deed De Bruijn samen met Lucas Hamming mee aan de Top 2000 Quiz. De Bruijn deed in 2019 mee aan het negentiende seizoen van Wie is de Mol? waar ze op 26 januari 2019 tijdens de vierde aflevering het spel moest verlaten toen haar joker werd gestolen.
In maart 2019 is De Bruijn begonnen als nieuwslezeres en sidekick in de ochtendshow Ekdom in de Morgen, aanvankelijk als invaller tijdens het zwangerschapsverlof van Lot Lewin, maar na de zomervakantie als vaste kracht. In november van 2023 is zij hier tijdelijk mee gestopt om een sabbatical van een half jaar op te nemen.
In 2021 deed ze mee aan De Alleskunner VIPS. Ze viel hierbij als 3de af en werd uiteindelijk 33e. In april 2022 was ze met Sandra Schuurhof te zien in het SBS6-programma Code van Coppens: De wraak van de Belgen. In datzelfde jaar seed ze samen met Hans Klok mee aan het SBS6-programma Top 4000 Muziekquiz.
In 2023 deed ze samen met Toine van Peperstraten mee aan het SBS6-programma The Big Bang. In 2024 deed De Bruijn mee aan het RTL 4-programma Beat the Champions VIPS. In datzelfde jaar was ze te gast in het NPO 2-programma De Kist.
Sinds 20 mei 2024 is De Bruijn terug op NPO Radio 2 waar ze iedere zondag van 12:00 - 14:00 een lunchshow presenteert.

## Persoonlijk
De Bruijn is getrouwd met Paul van der Lugt. Ze heeft een kind uit een eerdere relatie.
Huidige: · Annemieke Schollaardt · Bart Arens · Carolien Borgers · Evelien de Bruijn · Corné Klijn · Daniël Lippens · Desiree van der Heiden · Dolf Jansen · Eddy Keur · Emmely de Wilt · Evert Duipmans · Jan-Willem Roodbeen · Jeroen Kijk in de Vegte · Jeroen van Inkel · Leo Blokhuis · Martine ten Klooster · Morad El Ouakili · Paul Rabbering · Ruud de Wild · Shay Kreuger ·Tannaz Hajeby · Thomas Hekker · Willemijn Veenhoven
Voormalige: Alfred van de Wege · Andrew Makkinga · Bert Haandrikman · Bert Kranenbarg · Cees van Zijtveld · Cielke Sijben · Daniël Dekker · Edwin Diergaarde · Felix Meurders · Ferry Maat · Frank du Mosch · Frits Sissing · Frits Spits · Gerard Ekdom · Giel Beelen · Gijs Staverman · Hans Schiffers · Henk van Steeg · Jan Paul Grootentraast · Jasper de Vries · Jeanne Kooijmans · Jeroen Mulder · Jetske van Staa · Jurgen van den Berg · Karel van Cooten · Kasper Kooij · Kimberley Dekker · Malou Holshuijsen · Marc Adriani · Marisa Heutink · Mart Smeets · Miranda van Holland · One'sy Muller · Peter Schuiten · Peter van Bruggen · Rick van Velthuysen · Rob Stenders · Roeland van Zeijst · Ron Stoeltie · Rutger Radstaake · Ruud Hermans · Sander de Heer · Sander Guis · Sara Kroos · Simone Walraven · Ted de Braak · Thijs Maalderink · Thomas van Vliet · Timur Perlin · Toine van Peperstraten · Tom Mulder · Will Luikinga · Yora Rienstra· Wouter van der Goes· Frank van 't Hof · Stefan Stasse  ·